# Remember Two Things
Remember Two Things (zwany również R2T) –  pierwszy album  zespołu Dave Matthews Band wydany przez niezależną wytwórnię Bama Rags w roku 1993. Remember Two Things jest jedynym albumem sygnowanym jako The Dave Matthews Band. W roku 1997 album został wznowiony przez wytwórnię RCA.

## Utwory
1. "Ants Marching" (live) — 6:08
2. "Tripping Billies" (live) — 4:49
3. "Recently" (live) — 8:42
4. "Satellite" (live) — 5:01
5. "One Sweet World" (live) — 5:18
6. "The Song That Jane Likes" (live) — 3:33
7. "Minarets" — 4:22
8. "Seek Up" — 7:20
9. "I'll Back You Up" (live acoustic) — 4:26
10. "Christmas Song" (live acoustic) — 5:34[1]